# Aggregata vagans
Aggregata vagans is een soort in de taxonomische indeling van de Myzozoa, een stam van microscopische parasitaire dieren. Het organisme komt uit het geslacht Aggregata en behoort tot de familie Aggregatidae. Aggregata vagans werd in 1903 ontdekt door Léger & Dubosq.